# 近藤のぞみ
近藤 のぞみ（こんどう のぞみ、9月8日 - ）は、新潟県民エフエム放送（FM PORT）のラジオパーソナリティ、MC。血液型はA型。

## 担当番組
- 『PORTA～思いをカタチに～』（FM PORT）ナビゲーター[1][3][4][5][6]
- 『水の都新潟市』（ニューメディア）MC[7]